# Apleria ocellaris
Apleria ocellaris là một loài bướm đêm trong họ Geometridae.